# Федорчук Олег Вікторович
Оле́г Ві́кторович Федорчу́к (нар. 10 лютого 1961, Коростень) — колишній радянський футболіст, що виступав на позиції захисника та півзахисника у низці українських клубів другої ліги. По закінченні кар'єри футболіста — український футбольний тренер.

## Клубна кар'єра
Олег Федорчук народився у Коростені, а розпочав виступи на футбольних полях молодий футболіст у клубі колективу фізкультури «Машинобудівник» із Бородянки у 1979 році. У 1981 році Олег Федорчук зіграв 3 матчі за черкаський «Дніпро» у другій лізі. У 1982 році закінчив Київський інститут фізкультури, після чого був призваний до лав Радянської Армії, проходив військову службу в Північній групі військ, і грав за її футбольну команду до 1988 року.
Після звільнення з армії продовжив футбольну кар'єру в миколаївському «Суднобудівнику» в 1989 році в другій лізі, проте вже протягом сезону перейшов до луцької «Волині», та зіграв до кінця сезону за луцький клуб 11 матчів, та став у складі клубу переможцем чемпіонату УРСР. З початку 1990 року Федорчук грав за білоцерківське «Динамо».
У 1991 році футболіст перейшов до складу шепетівського «Темпа», який після участі у фінальному турнірі команд колективів фізкультури дебютував у другій лізі СРСР, та виграв у тому році Кубок УРСР. У складі команди Олег Федорчук зіграв 26 матчів, і вже не брав участі в фінальних кубкових поєдинках у зв'язку із тим, що на той час він уже був гравцем польської команди «Мєдзь» із Легниці. По закінченні сезону 1991—1992 року у польській лізі Олег Федорчук закінчив виступи як футболіст та зосередився на тренерській кар'єрі.

## Тренерська кар'єра
Після завершення виступів на футбольних полях Олег Федорчук розпочав роботу дитячим тренером у київській футбольній школі «Локомотив-Динамо», пізніше працював у юнацькій команді київського «Динамо», а також у київській ДЮСШ-15. Зі своїми вихованцями вигравав першість Києва, керував також молодіжною збірною міста на Других молодіжних іграх, і посів із командою перше місце на цьому турнірі. У 1997 році Олег Федорчук закінчив київську Вищу школу тренерів в її передостанньому випуску.
Із 1998 року Федорчук працює тренером у системі «Оболоні», а у сезоні 1999—2000 року очолив тренерський штаб «пивоварів», прийшов як головний тренер по ходу сезону, але не зумів завадити вильоту команди до другої ліги. Із 2001 року Олег Федорчук працював головним тренером у клубі «Нафком», який спочатку базувався в Ірпені, а пізніше переїхав до Броварів. Із цим клубом у перший сезон Федорчук зайняв 2-ге місце в зоні другої ліги, а наступного сезону — перше, яке давало право виходу до першої ліги. У першій лізі команда під керівництвом Федорчука у перший сезон зайняла 14-те місце та зберегла прописку в лізі.
2004 року тренера запросили до команди української вищої ліги «Таврія» із Сімферополя. У першому ж сезоні під керівництвом Федорчука кримська команда зуміла піднятись на 7 місце в турнірній таблиці, показувала досить видовищний футбол, а тренер посів друге місце в опитуванні журналістів на звання «Тренер сезону в Україні», поступившись лише Мірчі Луческу. Проте в міжсезонні команда втратила кількох ключових виконавців та не зробила необхідних придбань. Хоча новий сезон команда розпочала із впевненої перемоги над дніпропетровським «Дніпром», в подальшому в команди настав спад у грі, і під час відсутності в Україні власника клубу Дмитра Фірташа у кінці 2005 року керівники клубу звільнили тренера з посади.
З початку 2006 року Федорчук керував діями іншої кримської команди — «Кримтеплиця», яка виступала в першій лізі. Із початку 2007 року керував діями друголігової команди «Княжа» із Київської області. У другій половині 2007 року повернувся до роботи вже у броварський клуб «Нафком», і працював із клубом вже в другій лізі до розформування клубу в 2009 році. Після розформування броварського клубу перейшов на роботу до клубу «Нива» з Вінниці, де працював протягом двох років. У першому сезоні зайняв разом із командою друге місце в зоні другої ліги, що дало право «Ниві» наступного сезону грати у першій лізі. У першій лізі команда наступного сезону зайняла 10 місце. Після цього Федорчук працював тренером-консультантом у білоцерківському «Арсеналі», а також виступав як футбольний експерт на українських телеканалах.
У червні 2013 року Олег Федорчук замінив Руслана Забранського на посту головного тренера МФК «Миколаїв», проте результати команди при новому тренері погіршились, і після поразки 1:4 від тернопільської «Ниви» подав у відставку 3 листопада цього ж року. 25 червня 2014 року Федорчук знову повернувся до роботи головним тренером миколаївського клубу. Проте у команди розпочались проблеми із фінансами, частину керівників клубу звинувачували в корупції. У такій ситуації тренер працював у команді до початку 2015 року, і перейшов на посаду головного тренера ФК «Полтава» із однойменного міста. У полтавському клубі тренер працював до 1 вересня 2015 року, коли був звільнений з посади.
4 лютого 2016 року повідомлено про призначення Олега Федорчука головним тренером «Енергія» з Нової Каховки. На цій посаді Федорчук працював протягом п'яти років до зимової перерви у чемпіонаті 2020/21.
3 січня 2021 року Федорчук після 15-річної перерви повернувся на посаду головного тренера сімферопольської «Таврії». Проте у зв'язку з повномасштабним російським вторгненням в Україну клуб припинив виступи в чемпіонаті України, а тренер покинув команду.

## Факти
Олег Федорчук відомий своїми критичними фразами про інших тренерів, керівників клубів та футбольних функціонерів. Головними проблемами українського футболу тренер вважає як недостатню освіченість та кваліфікованість тренерів, так і поширення корупції в українському футболі, яка зачепила, на думку фахівця, не лише юнацькі команди, а й професійні клуби усіх українських ліг.

## Досягнення
- Переможець Чемпіонату УРСР з футболу 1989, що проводився у рамках турніру в шостій зоні другої ліги СРСР.
- Володар Кубку УРСР: 1991